# Torre Chianca (Lecce)
Torre Chianca è una località balneare salentina, frazione di Lecce, da cui dista 10 km. 
La località prende il nome dall'omonima torre cinquecentesca fatta costruire dagli spagnoli per difendere il Salento dagli attacchi dei pirati saraceni. Nasce come derivazione del vicino borgo di Case Simini, località del comune di Lecce appena più nell'entroterra.
Di particolare interesse naturalistico sono i bacini Idume e Fetida, dove crescono alghe characee e brasca pettinata. Qui si getta nel mare il fiume sotterraneo Idume. Lungo le sponde sono presenti fitti canneti, una "steppa salata" di salicornia annuale e piante quali il narciso.

## La torre

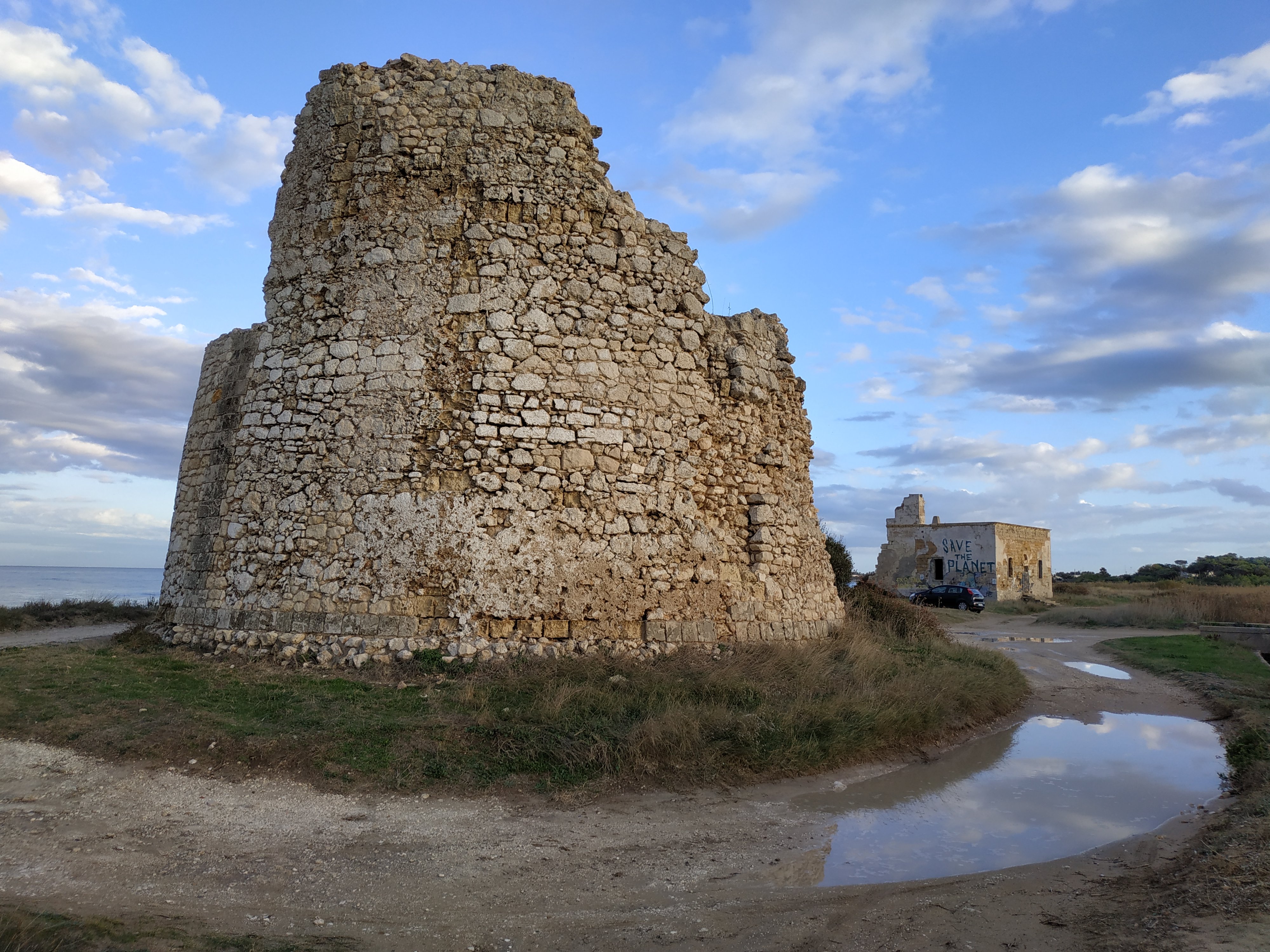
Torre Chianca

L'antica torre di avvistamento, risale al Cinquecento nel periodo in cui Carlo V fece custodire il Salento dalle incursioni turche. Oggi è in parte crollata.

## Clima
| TORRE CHIANCA                   | Mesi | Mesi | Mesi | Mesi | Mesi | Mesi | Mesi | Mesi | Mesi | Mesi | Mesi | Mesi | Stagioni | Stagioni | Stagioni | Stagioni | Anno  |
| TORRE CHIANCA                   | Gen  | Feb  | Mar  | Apr  | Mag  | Giu  | Lug  | Ago  | Set  | Ott  | Nov  | Dic  | Inv      | Pri      | Est      | Aut      | Anno  |
| ------------------------------- | ---- | ---- | ---- | ---- | ---- | ---- | ---- | ---- | ---- | ---- | ---- | ---- | -------- | -------- | -------- | -------- | ----- |
| T. max. media (°C)              | 18,2 | 19,0 | 21,7 | 24,8 | 25,9 | 31,1 | 31,6 | 32,0 | 31,3 | 28,4 | 23,1 | 19,0 | 18,7     | 24,1     | 31,6     | 27,6     | 25,5  |
| T. min. media (°C)              | 17,2 | 17,3 | 17,8 | 18,1 | 18,3 | 18,2 | 18,8 | 18,9 | 18,6 | 18,0 | 17,9 | 17,2 | 17,2     | 18,1     | 18,6     | 18,2     | 18,0  |
| T. max. assoluta (°C)           | 30,7 | 31,1 | 32,8 | 34,0 | 35,5 | 38,7 | 39,0 | 39,1 | 41,9 | 37,3 | 31,2 | 30,5 | 31,1     | 35,5     | 39,1     | 41,9     | 41,9  |
| T. min. assoluta (°C)           | 6,7  | 7,0  | 6,1  | 6,8  | 7,0  | 6,9  | 7,7  | 9,9  | 10,0 | 8,5  | 7,1  | 7,3  | 6,7      | 6,1      | 6,9      | 7,1      | 6,1   |
| Giorni di calura (Tmax ≥ 30 °C) | 0    | 0    | 0    | 2    | 3    | 21   | 28   | 28   | 24   | 10   | 0    | 0    | 0        | 5        | 77       | 34       | 116   |
| Precipitazioni (mm)             | 18,3 | 20,7 | 16,6 | 15,3 | 14,2 | 8,5  | 3,1  | 6,6  | 9,2  | 14,4 | 23,5 | 18,5 | 57,5     | 46,1     | 18,2     | 47,1     | 168,9 |
| Giorni di pioggia               | 2    | 2    | 1    | 1    | 1    | 1    | 1    | 1    | 1    | 1    | 3    | 2    | 6        | 3        | 3        | 5        | 17    |
| Giorni di nebbia                | 1    | 0    | 0    | 0    | 0    | 0    | 0    | 0    | 0    | 0    | 0    | 0    | 1        | 0        | 0        | 0        | 1     |
| Umidità relativa media (%)      | 66   | 70   | 71   | 73   | 76   | 80   | 83   | 88   | 79   | 72   | 69   | 66   | 67,3     | 73,3     | 83,7     | 73,3     | 74,4  |

## Piazze, lidi e vie
A Torre Chianca l'unica piazza presente è piazza Giovanni Paradiso, che rende omaggio al fondatore della località. Vi è presente una colonna in marmo a lui dedicata. Nella piazza tutte le domeniche d'estate si tiene il mercato.

## Luoghi da visitare
Un luogo da visitare è il bacino con la foce del fiume Idume che sfocia nel Mare Adriatico, i bacini fanno parte dello spettacolare parco del Rauccio. Un po' più lontano in direzione Casalabate, c'è da visitare un importante monumento storico, l'Abbazia di Santa Maria a Cerrate.

## Flora e fauna
A Torre Chianca sono presenti la flora e la fauna tipici della macchia mediterranea, con piante spettacolari. Per quanto riguarda la fauna ittica sono presenti molti cefali, gamberi, moscatelle, e molto altro.